# The Missing Gun
Pour plus de détails, voir Fiche technique et Distribution.
The Missing Gun (寻枪, Xun qiang) est un film chinois réalisé par Lu Chuan, sorti en 2002.

## Synopsis
Après une nuit arrosée au mariage de sa sœur, Ma Shan, vétéran de l'armée devenu policier, ne retrouve plus son arme de service.

## Fiche technique
- Titre : The Missing Gun
- Titre original : 寻枪 (Xun qiang)
- Réalisation : Lu Chuan
- Scénario : Lu Chuan
- Photographie : Xie Zhengyu
- Montage :
- Production : Cao Biao, Jiang Wen, Wang Zhongjun et Yang Buting
- Société de production : China Film Group Corporation, Huayi Brothers Advertising et Taihe Film Investment
- Pays :  Chine
- Genre : Policier et comédie noire
- Durée : 90 minutes
- Dates de sortie : 
  -  Australie : 31 octobre 2002

## Distribution
- Jiang Wen : Ma Shan
- Wu Yujuan : Han Xiaoyun
- Wang Xiao-fan : Ma Dong
- Ji Pei : Chen Ying
- Nina Huang Fan : Ma Juan
- Li Haibin : Liang Quigshan
- Wei Xiao-ping : Liu le bègue
- Liu Xiaoning : Chen Jun
- Deng Gang : le sergent Huang

## Distinctions
Le film a été présenté en sélection officielle en compétition lors du Festival international du film de Busan 2002. Il a également été présenté à la Mostra de Venise 2002.